# Euornithes
Euornithes (grego ant. para "aves verdadeiras") é um grupo natural que inclui o mais recente ancestral comum de todos os Avialae que estejam mais próximos das aves modernas do que do Sinornis.